# Start Here
Start Here è il primo album in studio del duo di musica country statunitense Maddie & Tae, pubblicato nel 2015.

## Tracce
1. Waitin' on a Plane – 3:25
2. Girl in a Country Song – 3:38
3. Smoke – 3:03
4. Shut Up and Fish – 3:19
5. Fly – 3:38
6. Sierra – 2:46
7. Your Side of Town – 3:03
8. Right Here, Right Now – 3:39
9. No Place Like You – 3:19
10. After the Storm Blows Through – 3:43
11. Downside of Growing Up – 3:30